# 50724 Elizabethbrown
50724 Elizabethbrown è un asteroide della fascia principale. Scoperto nel 2000, presenta un'orbita caratterizzata da un semiasse maggiore pari a 2,5744862 au e da un'eccentricità di 0,1920666, inclinata di 4,66152° rispetto all'eclittica.